# 1905
1905 is een jaartal volgens de christelijke jaartelling.

## Gebeurtenissen
januari
- 2 - Na een beleg van vijf maanden neemt de Japanse generaal Nogi de Russische havenstad Port Arthur in.
- 2 - In Dublin verschijnt de eerste editie van de Irish Independent, een Iers-nationalistische krant.
- 9 - (juliaanse kalender) Tsaristische troepen openen het vuur op betogers in St. Petersburg. Er vallen vele slachtoffers.
- 12 - Opening van het Kursaal van San Remo.
- 15 - Tsunami in een meer bij Loen, Noorwegen. Er vallen 61 doden.
- 22 - Coen de Koning wint in Groningen het WK schaatsen. Hij is de tweede Nederlandse wereldkampioen na Jaap Eden.

februari
- 1 - Opening van Station Hardenberg.
- 1 - Oprichting van de voetbalvereniging  ADO in het Haagse café Hof van Berlijn.
- 17 - Grootvorst Sergej Aleksandrovitsj van Rusland, militair gouverneur van de hoofdstad en verantwoordelijk voor het geweld op 9 januari (zie boven), wordt in Moskou vermoord door leden van de Sociaal-Revolutionaire Partij.
- 23 - Oprichting Rotary in Chicago door de advocaat Paul Harris, de steenkolenhandelaar Silvester Schiele, de mijnbouwingenieur Gustaph Loehr en de kleermakerspatroon Hiram Shorey.

maart
- 10 - In The Rising Pub wordt Chelsea FC opgericht.
- 22 - Willem Einthoven neemt met zijn snaargalvanometer het eerste elektrocardiogram op.
- 28 - In Suriname wordt het eerste baanvak van de Lawaspoorweg geopend, van Paramaribo naar Republiek boven Para. De lijn is een idee van gouverneur Lely.
- 31 - Keizer Wilhelm II arriveert aan boord van de Hohenzollern in Tanger. Hij bewijst de sultan van Marokko de eer van een soeverein vorst, en bruuskeert daarmee welbewust de Franse aanspraken op het gebied.

april
- 3 - De Argentijnse voetbalclub CA Boca Juniors wordt opgericht.
- 6 - Het Hooggerechtshof van de Verenigde Staten verklaart in de zaak Lochner v. New York de wettelijke regeling van de achturige werkdag in de staat New York in strijd met de contractvrijheid, neergelegd in het  veertiende amendement op de grondwet, en stelt de wet buiten werking.
- 22 - Oprichting Vereniging Natuurmonumenten in Amsterdam.
- 23 - 25 - Op een "socialistisch wereldcongres" te Parijs voegen Jules Guesde en Jean Jaurès hun socialistische partijen samen tot Franse afdeling van de Socialistische Internationale.
- 25 - Opening van de Wereldtentoonstelling van 1905 in Luik.
- 30 - Eerste wedstrijd van het Nederlands Elftal. In Antwerpen winnen de Nederlanders van de Belgen met 4 - 1.
- april - De beide fracties van de Russische socialisten congresseren gescheiden: de Bolsjewieken in Londen en de Mensjewieken in Genève.

mei
- 27 - Noorwegen zegt de personele unie met Zweden op, en wordt een onafhankelijke staat.
- 27 en 28 - In de Slag bij Tsushima brengt de Japanse marine onder admiraal Togo de Russische vloot een vernietigende nederlaag toe.

juni
- 1 - De koets waarmee de Franse president Loubet en de Spaanse koning Alfons XIII na het bezoeken van een opera terugreizen naar het Gare d'Orsay, is doelwit van een bomaanslag. Een escorte wordt aan de schouder geraakt, maar de beide staatshoofden blijven ongedeerd.
- 7 - Het Storting kiest prins Karel van Denemarken tot koning van Noorwegen. Hij gaat regeren onder de naam Haakon VII.
- 30 - Albert Einstein publiceert zijn speciale relativiteitstheorie. Het is zijn derde publicatie in wat wel Einsteins wonderjaar (annus mirabilis) wordt genoemd.

juli
- 1 - Opening van Station Coevorden
- 2 - Muiterij op de Potjomkin.
- 11 - 14 - De Niagara Movement, die streeft naar gelijke burgerrechten voor zwarte Amerikanen, komt voor het eerst bijeen. Omdat de hotels in de Verenigde Staten de leden niet willen accommoderen, vindt de bijeenkomst plaats aan de Canadese zijde van de Niagarawatervallen.

augustus
- 9 - In het Franse Boulogne-sur-Mer neemt het eerste Esperanto-Wereldcongres de Verklaring van Boulogne aan. Daarin wordt het Esperanto aan de volkeren aangeboden als tweede taal, en wordt deze vrijgegeven voor verdere ontwikkeling door de gebruikers.
- 17 - Beëdiging in Nederland van het kabinet-De Meester.

september
- 1 - Saskatchewan wordt de 9e provincie van Canada.
- 5 - keizerrijk Rusland verliest de Russisch-Japanse Oorlog. Dit verlies veroorzaakt een mislukte revolutie in Rusland.
- 20 - Op de 35e verjaardag van de val van Rome gaat de korte speelfilm La presa di Roma in première. Het is de eerste openbare filmvertoning in Italië.
- 27 - Einstein publiceert over de massa-energierelatie.

oktober
- 2 - In de marinewerf te Portsmouth wordt de kiel gelegd van de HMS Dreadnought, de eerste van een nieuwe generatie oorlogsschepen.
- 14 - Oprichting van de FAI, Fédération Aéronautique Internationale, internationale organisatie voor luchtvaart.
- 16 - Afkondiging door Lord Curzon van de deling van Bengalen. De maatregel heeft de steun van de moslims, die in Oost-Bengalen de meerderheid zullen vormen, maar wordt afgewezen door de Hindoes. Zij roepen een boycot uit van Britse producten.
- 20 - De Turkse voetbalclub Galatasaray SK wordt opgericht.
- 28 - Oprichting Vereniging Oudheidkamer Twente.

november
- 4 - In Atjeh wordt na een guerrillastrijd van zes jaar Tjoet Nja Dinh gearresteerd, de weduwe van opstandelingenleider Teukoe Oemar.
- 18 - De Britse pakketboot Hilda zinkt in Het Kanaal. 123 opvarenden komen om het leven.
- 28 - In Wenen wordt massaal gehoor gegeven aan een stakingsoproep van de Sociaaldemocratische Arbeiderspartij. De eis, de invoering van algemeen kiesrecht, wordt door de regering ingewilligd.
- De Peking-Hankou-spoorlijn wordt voltooid.

december
- 3 - Zoltán Halmay vestigt het allereerste officiële wereldrecord op de 100 meter vrije slag. In Wenen tikt de Hongaarse zwemmer aan in 1.05,8.
- 5 - In het Verenigd Koninkrijk komen na tien jaar de liberals weer aan de regering, met de Schot Henry Campbell-Bannerman als eerste minister.
- 9 - In Frankrijk wordt de Wet op de scheiding van kerk en staat aangenomen.

zonder datum
- Alfred Binet publiceert de eerste intelligentiemeting.
- Afschaffing van het Chinees examenstelsel.

## Muziek

### Premières
- 14 januari: John Gabriel Borkman van Hjalmar Borgstrøm
- 25 januari: Die Seejungfrau van Alexander von Zemlinsky
- 26 januari: Arnold Schönbergs: Pelleas und Melisande
- 29 januari: Toneelstuk Fossegrimen met muziek van Johan Halvorsen
- 4 februari: Pianotrio van Albert Roussel (waarschijnlijk enige keer)
- 31 maart: Hugo Alfvéns: Een sage van de scherenkust
- 18 april: waarschijnlijk de enige keer dat Vendanges van Albert Roussel te horen is geweest
- 20 mei: Frank Bridges: Capriccio nr. 1
- 15 juni: Frank Bridges: A sea idyll
- 1 oktober: Johan Halvorsens muziek bij Christian Fredrik Norges Konge
- 15 oktober: Claude Debussys: La Mer
- 11 november: Ralph Vaughan Williams' Pianokwintet
- 26 november: Joseph Holbrookes Ulalume
- 28 november: Johan Halvorsens Hilsen til Norges Kongepar
- 5 december - Opera Salomé van Richard Strauss
- 30 december - Franz Lehár's operette Die lustige Witwe

## Beeldende kunst

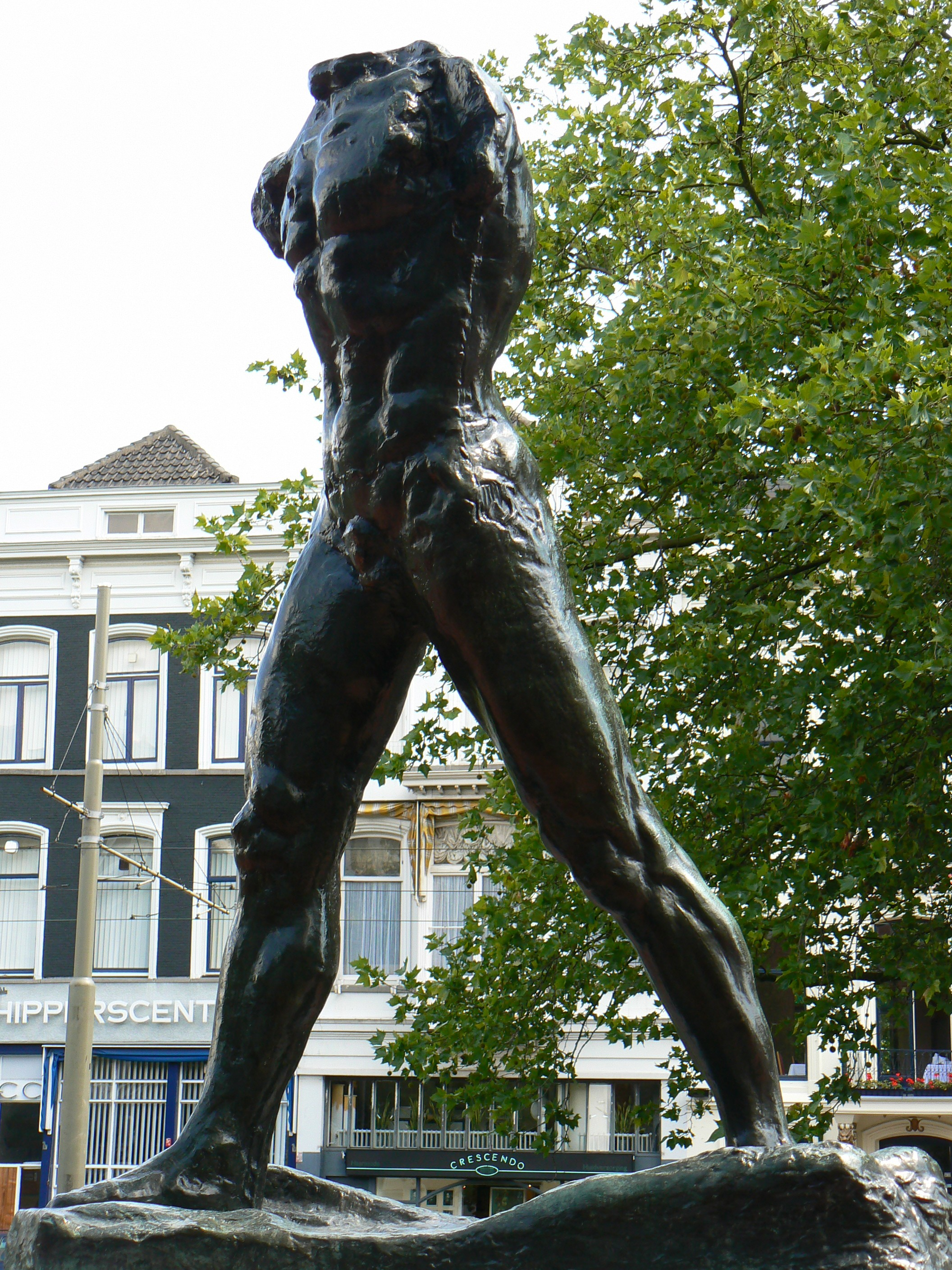
L'Homme qui Marche (1905) Auguste Rodin, Rotterdam
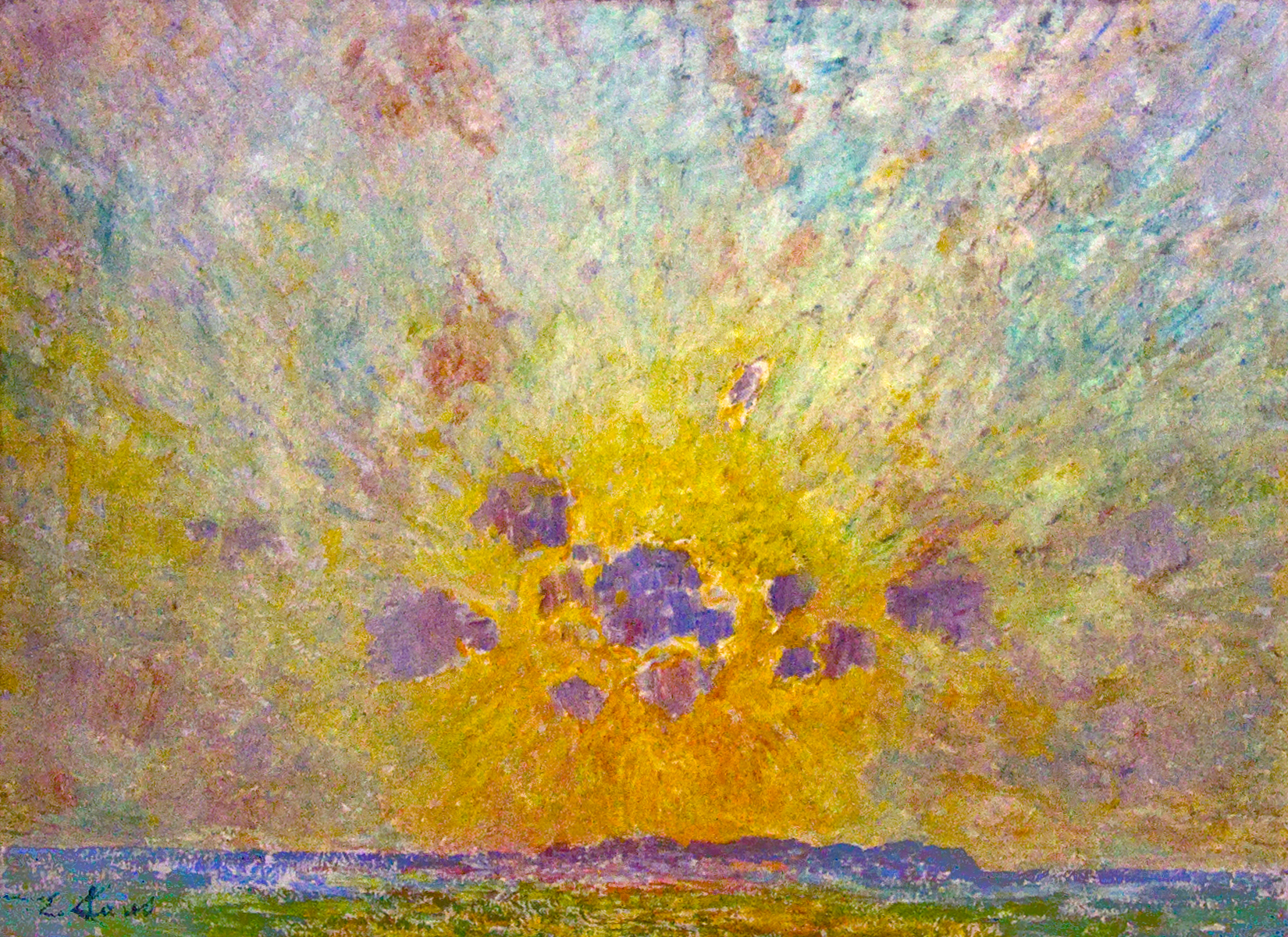
Zonnegloed (1905) Emile Claus, Museum Dhondt-Dhaenens, België
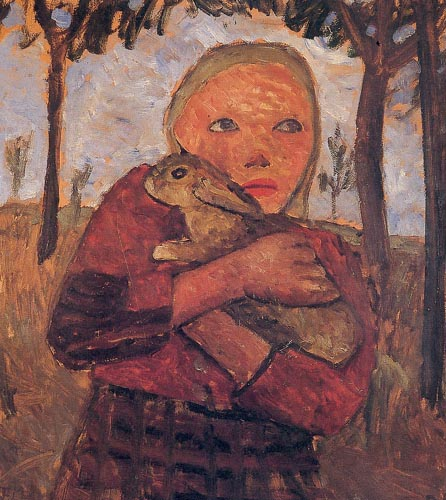
Mädchen mit Kaninchen (1905) Paula Modersohn, Von der Heydt-Museum

## Bouwkunst

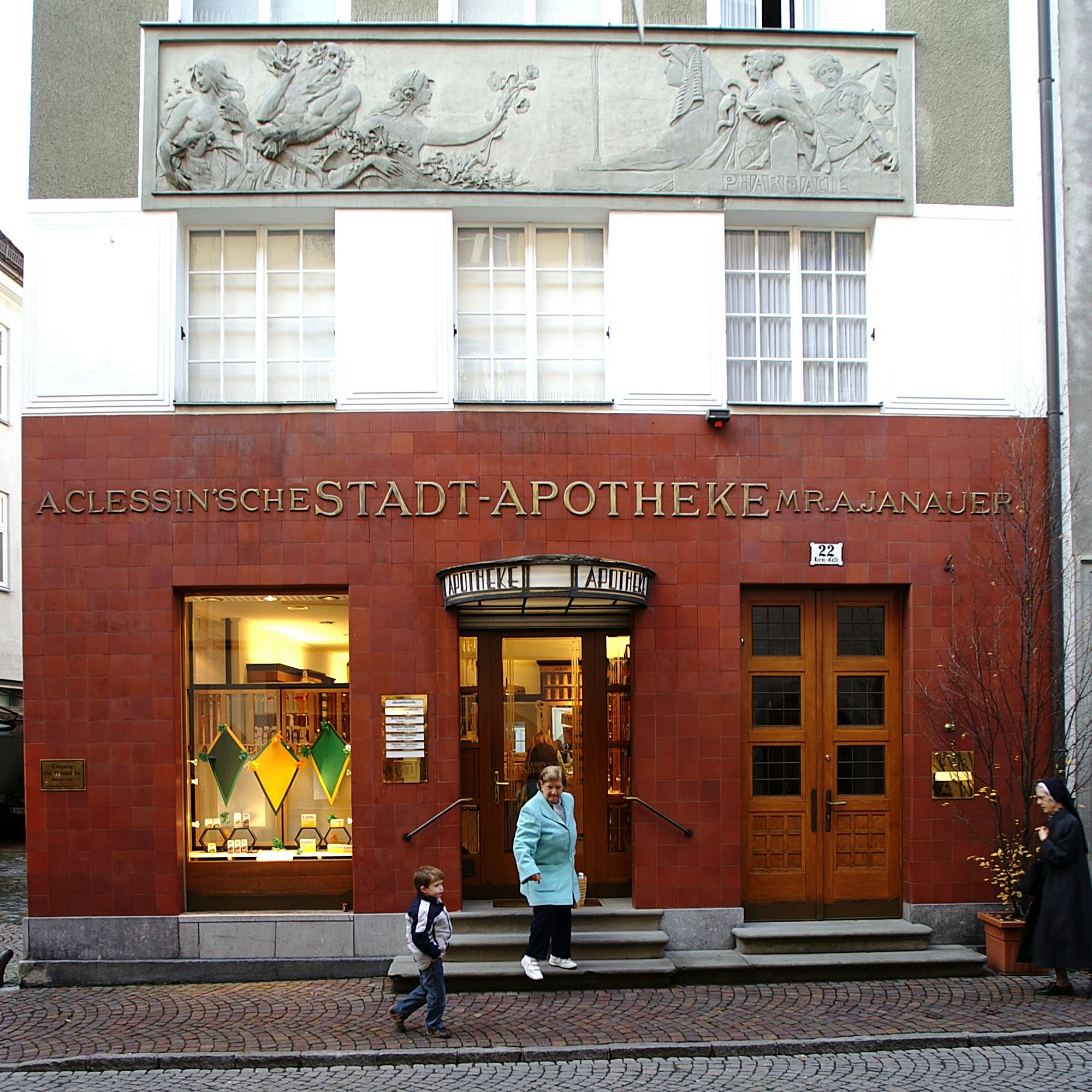
Stadsapotheek Feldkirch Vorarlberg, Jugendstil, architect Ernst Dittrich
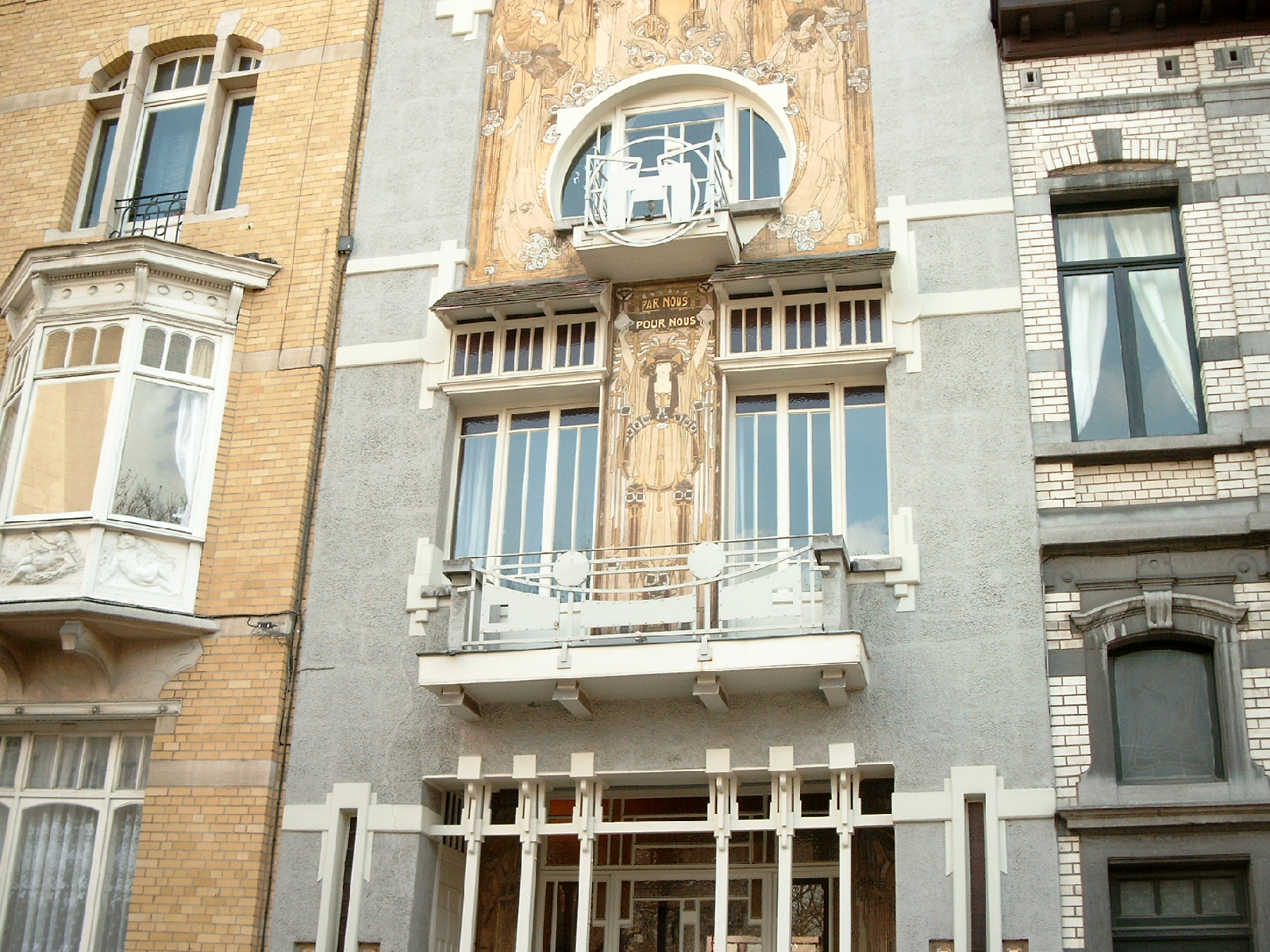
Cauchie-huis, Paul Cauchie

## Wetenschap
- Albert Einstein publiceert vier baanbrekende artikelen in wat wel Einsteins wonderjaar of annus mirabilis wordt genoemd.

## Geboren

### januari
- 1 - Stanisław Mazur, Pools wiskundige (overleden 1981)
- 1 - Rodolfo Orlandini, Argentijns voetballer en voetbalcoach (overleden 1990)
- 2 - Michael Tippett, Brits componist (overleden 1998)
- 2 - Sophie Vlaanderen, Nederlands fotografe (overleden 1995)
- 3 - Ray Milland, Welsh acteur en filmregisseur (overleden 1986)
- 4 - Sterling Holloway, Amerikaans stemacteur (overleden 1992)
- 5 - Adriaan Viruly, Nederlands vlieger en schrijver (overleden 1986)
- 10 - Jaap Barendregt, Nederlands voetballer (overleden 1952)
- 11 - Honorata de la Rama, Filipijns zangeres en actrice (overleden 1991)
- 12 - Jan M. Kan, Nederlands jurist en ambtenaar (overleden 2002)
- 13 - Jack London, Brits atleet (overleden 1966)
- 14 - Sven Rydell, Zweeds voetballer (overleden 1975)
- 15 - Rowland George, Brits roeier (overleden 1997)
- 15 - Gerard Loncke, Belgisch wielrenner (overleden 1979)
- 17 - Gustaaf Sorel, Belgisch kunstschilder en tekenaar (overleden 1981)
- 17 - Guillermo Stábile, Argentijns voetballer en voetbaltrainer (overleden 1966)
- 21 - Christian Dior, Frans modeontwerper (overleden 1957)
- 23 - Erich Borchmeyer, Duits atleet (overleden 2000)
- 25 - Maurice Roy, Canadees kardinaal (overleden 1985)
- 30 - Božo Vodušek, Sloveens dichter, schrijver en vertaler (overleden 1978)
- 31 - Anna Blaman, Nederlands schrijfster (overleden 1960)

### februari
- 1 - Eddie Murphy, Amerikaans schaatser (overleden 1973)
- 1 - Emilio Segrè, Italiaans-Amerikaans natuurkundige en Nobelprijswinnaar (overleden 1989)
- 2 - Roberto Cortés, Chileens voetballer (overleden 1975)
- 2 - Ayn Rand, Russisch-Amerikaans romanschrijfster en filosofe (overleden 1982)
- 2 - Friedrich Wilhelm Ruppert, Duits SS'er (overleden 1946)
- 3 - Paul Ariste, Estisch taalkundige (overleden 1990)
- 6 - Irmgard Keun, Duits romanschrijfster (overleden 1982)
- 7 - Ulf Svante von Euler, Zweeds fysioloog, farmacoloog en Nobelprijswinnaar (overleden 1983)
- 7 - Paul Nizan, Frans romanschrijver, essayist, journalist, politicus en filosoof (overleden 1940)
- 8 - Preguinho, Braziliaans voetballer (overleden 1979)
- 9 - David Burghley, Brits politicus en atleet (overleden 1981)
- 11 - Beb Vuyk, Nederlands schrijfster (overleden 1991)
- 12 - Federica Montseny, Spaans-Catalaans syndicaliste, anarchiste en schrijfster (overleden 1994)
- 12 - Arvo Närvänen, Fins voetballer (overleden 1982)
- 13 - Begum Ra'ana Liaquat Ali Khan, Pakistaans diplomate (overleden 1990)
- 15 - Harold Arlen, Amerikaans musicus, songwriter en musicalproducent (overleden 1986)
- 15 - François Seydoux de Clausonne, Frans diplomaat (overleden 1981)
- 17 - Frans Piët, Nederlands striptekenaar (overleden 1997)

### maart
- 1 - Max Bulla, Oostenrijks wielrenner (overleden 1990)
- 1 - Doris Hare, Brits actrice (overleden 2000)
- 3 - Marie Glory, Frans actrice (overleden 2009)
- 9 - Gerardus Helders, Nederlands politicus (overleden 2013)
- 9 - Félix Labisse, Frans kunstschilder (overleden 1982)
- 14 - Raymond Aron, Frans socioloog, politiek filosoof en journalist (overleden 1983)
- 20 - Raymond Bernard Cattell, Brits psycholoog (overleden 1998)
- 21 - Joan Coromines i Vigneaux, Catalaans taalkundige en lexicograaf (overleden 1997)
- 23 - Lale Andersen, Duits zangeres (overleden 1972)
- 23 - Joan Crawford, Amerikaans actrice (overleden 1977)
- 24 - Pura Santillan-Castrence, Filipijns schrijfster en diplomate (overleden 2005)
- 26 - Erich Oberdorfer, Duits vegetatiekundige (overleden 2002)
- 30 - Willy Walden, Nederlands revue-artiest (overleden 2003)
- 31 - Gerald Pearson, Amerikaans natuurkundige (overleden 1987)

### april
- 1 - Gaston Eyskens, Belgisch politicus (overleden 1988)
- 3 - Manuel Pelegrina, Argentijns voetballer (overleden 1992)
- 5 - Waldeck Rochet, Frans communistisch politicus (overleden 1983)
- 6 - Andrée Ruellan, Amerikaans kunstschilder en tekenaar (overleden 2006)
- 10 - Jan Britstra, Nederlands atleet (overleden 1987)
- 10 - Edgard Viseur, Belgisch atleet (overleden ?)
- 12 - Emmanuel Mounier, Frans filosoof (overleden 1950)
- 13 - Bruno Rossi, Italiaans-Amerikaans astrofysicus (overleden 1993)
- 14 - Jan Gonda, Nederlands taalkundige en hoogleraar (overleden 1991)
- 16 - Frits Philips, Nederlands ondernemer (overleden 2005)
- 17 - Rachel Fernhout-Pellekaan, Nederlands kunstschilder (overleden 1989)
- 18 - George H. Hitchings, Amerikaans farmacoloog en Nobelprijswinnaar (overleden 1998)
- 19 - Dolf Kamp, Nederlands burgemeester, dijkgraaf en schrijver (overleden 1987)
- 20 - Jaap Meijer, Nederlands wielrenner (overleden 1943)
- 22 - Suzanne Thienpont, Belgisch kunstschilderes (overleden 2003)
- 25 - Emile Ensberg, Surinaams politicus (overleden 1984)
- 26 - Jean Vigo, Frans filmmaker (overleden 1934)
- 29 - Wilma Jeuken, echtgenote van kunstschilder Carel Willink (overleden 1960)

### mei
- 1 - Henk de Best, Nederlands bokser (overleden 1978)
- 5 - Arnold Meijer, Nederlands fascistisch politicus (overleden 1965)
- 7 - Maurice Van Cauwelaert, Belgisch architect (overlijdensjaar onbekend)
- 11 - Ida Gerhardt, Nederlands dichteres (overleden 1997)
- 11 - Pedro Petrone, Uruguayaans voetballer (overleden 1964)
- 11 - Gijsbert Tersteeg, Nederlands acteur (overleden 1985)
- 12 - Bodo von Borries, Duits elektrotechnicus (overleden 1956)
- 14 - Kunio Maekawa, Japans architect (overleden 1986)
- 15 - Joseph Cotten, Amerikaans acteur (overleden 1994)
- 16 - Henry Fonda, Amerikaans acteur (overleden 1982)
- 18 - Irving Schlein, Amerikaans componist, dirigent en pianist (overleden 1986)
- 20 - Gerrit Achterberg, Nederlands dichter (overleden 1962)
- 29 - Jan Teulings, Nederlands acteur (overleden 1989)

### juni
- 1 - Robert Newton, Brits acteur (overleden 1956)
- 12 - Ray Barbuti, Amerikaans atleet (overleden 1988)
- 21 - Jacques Goddet, Frans journalist en directeur van de Ronde van Frankrijk (overleden 2000)
- 21 - Esther Hartog, Nederlandse fotografe (overleden 1998)
- 21 - Jean-Paul Sartre, Frans filosoof en schrijver (overleden 1980)
- 24 - Fred Alderman, Amerikaans atleet (overleden 1998)
- 29 - Jaap Engelaan, Nederlands verzetsstrijder, gefusilleerd in de Tweede Wereldoorlog (overleden 1944)

### juli
- 17 - Araken, Braziliaans voetballer (overleden 1990)
- 19 - Geertje Kuijntjes, van 2015-2019 Nederlands oudste mens (overleden 2019)
- 23 - Ko Suurhoff, Nederlands politicus (overleden 1967)
- 25 - Elias Canetti, Bulgaars schrijver (overleden 1994)
- 29 - Dag Hammarskjöld, Zweeds diplomaat (secretaris-generaal der VN) (overleden 1961)
- 29 - Stanley Kunitz, Amerikaans dichter, vertaler en leraar (overleden 2006)
- 29 - Karel van der Meer, Nederlands voetbalscheidsrechter (overleden 1978)
- 29 - Thelma Todd, Amerikaans actrice (overleden 1935)
- 30 - Pedro Quartucci, Argentijns bokser (overleden 1983)

### augustus
- 2 - Adri Alindo, Nederlands illustratrice en boekbandontwerpster (overleden 2001)
- 2 - Nettie Grooss, Nederlands atlete (overleden 1977)
- 2 - Myrna Loy, Amerikaans filmactrice (overleden 1993)
- 2 - Rudolf Prack, Oostenrijks toneelspeler en filmacteur (overleden 1981)
- 3 - Frans Nienhuys, Nederlands radiopresentator (overleden 1994)
- 7 - Piet Zanstra, Nederlands architect (overleden 2003)
- 10 - Joanna Diepenbrock, Nederlands zangeres (overleden 1966)
- 12 - Joan Remmelts, Nederlands acteur (overleden 1987)
- 13 - Ida Peerdeman, Nederlands Maria-zieneres (overleden 1996)
- 15 - Hester Ford, Amerikaans supereeuwelinge (overleden 2021)
- 15 - Henri Pavillard, Frans voetballer (overleden 1978)
- 16 - Marian Rejewski, Pools cryptologe die als eerste de Enigma-code brak (overleden 1980)
- 20 - Wim Hennings, Nederlands atleet (overleden 1991)
- 25 - Leo Turksma, Nederlands bokser (overleden 1987)
- 27 - Paul Gehlhaar, Duits voetballer (overleden 1968)
- 31 - Sal Tas, Nederlands journalist en politicus (overleden 1976)

### september
- 3 - Carl Anderson, Amerikaans natuurkundige en Nobelprijswinnaar (overleden 1991)
- 3 - Simeon Toribio, Filipijns atleet (overleden 1969)
- 5 - Justiniano Montano, Filipijns politicus (overleden 2005)
- 5 - Lorenzo Sumulong, Filipijns politicus (overleden 1997)
- 6 - Frits Lamp, Nederlands atleet (overleden 1945)
- 10 - Juan José Arévalo, Guatemalteeks politicus (overleden 1990)
- 12 - Émile Lachapelle, Zwitsers stuurman bij het roeien (overleden 1988)
- 14 - Reinier Cornelis Keller, Nederlands dammer (overleden 1981)
- 14 - Petronella van Randwijk, Nederlands gymnaste (overleden 1978)
- 15 - Pat O'Callaghan, Iers atleet (overleden 1991)
- 18 - Greta Garbo, Zweeds actrice (overleden 1990)
- 20 - Walter Van den Broeck, Belgisch architect (overleden 1945)
- 20 - Abe Coleman, Pools-Amerikaans professioneel worstelaar (overleden 2007)
- 22 - Haakon Lie, Noors politicus (overleden 2009)
- 22 - Rie Vierdag, Nederlands zwemster (overleden 2005)
- 24 - Severo Ochoa, Spaans-Amerikaans biochemicus en Nobelprijswinnaar (overleden 1993)
- 25 - Andreas Hermanus Buissink, Nederlands burgemeester (overleden 1959)
- 28 - Max Schmeling, Duits bokser (overleden 2005)
- 30 - Henry Pearce, Australisch roeier (overleden 1976)
- 30 - Michael Powell, Brits filmregisseur (overleden 1990)

### oktober
- 4 - Léon Orthel, Nederlands componist (overleden 1985)
- 6 - Louis Borel, Nederlands acteur (overleden 1973)
- 9 - Boris Kobe, Sloveens architect en schilder (overleden 1981)
- 11 - Fred Trump, Amerikaans vastgoedontwikkelaar en filantroop, vader van Donald Trump (overleden 1999)
- 10 - Joop Kamstra, Nederlands atleet (overleden 1957)
- 13 - Yves Allégret, Frans filmregisseur (overleden 1987)
- 13 - Chris Soumokil, president van de Republik Maluku Selatan (overleden 1966)
- 14 - Ruth Bernhard,  Duits-Amerikaans fotografe (overleden 2006)
- 15 - Gustav Gerneth, Duits supereeuweling, in 2019 de oudste man ter wereld (overleden 2019)
- 15 - Dag Wirén, Zweeds componist (overleden 1986)
- 16 - Ernst Kuzorra, Duits voetballer (overleden 1990)
- 18 - Félix Houphouët-Boigny, Ivoriaans president (overleden 1993)
- 22 - Manuel Ferreira, Argentijns voetballer (overleden 1983)
- 22 - Karl Jansky, Amerikaans natuurkundige (overleden 1950)
- 23 - Felix Bloch, Zwitsers-Amerikaans natuurkundige en Nobelprijswinnaar (overleden 1983)
- 23 - Sjaan Mallon, Nederlands atlete (overleden 1970)
- 29 - Albert E. Brumley, Amerikaans componist van gospelmuziek (overleden 1977)

### november
- 1 - Aldo Fabrizi, Italiaans acteur en filmregisseur (overleden 1990)
- 4 - Lena Michaëlis, Nederlands atlete (overleden 1982)
- 5 - Joel McCrea, Amerikaans acteur (overleden 1990)
- 7 - William Alwyn, Brits componist, fluitist en leraar (overleden 1985)
- 9 - Willem Frederik van der Steen, Nederlands atleet (overleden 1983)
- 11 - Aad van Leeuwen, Nederlands sportjournalist (overleden 1987)
- 13 - Paul Hebbelynck, Vlaams ingenieur en textielbaron (overleden 2008)
- 15 - Ray Kellog, Amerikaans filmregisseur en filmproducent (overleden 1976)
- 15 - Vicente Trueba, Spaans wielrenner (overleden 1986)
- 17 - Koningin Astrid van België (overleden 1935)
- 20 - Frank Luptow, Amerikaans autocoureur (overleden 1952)
- 21 - Elka de Levie, Nederlands gymnaste (overleden 1979)
- 24 - Harry Barris, Amerikaans jazzcomponist (overleden 1962)
- 27 - Daniel Sternefeld, Belgisch componist, muziekpedagoog en dirigent (overleden 1986)
- 29 - Piet Ketting, Nederlands componist, pianist, dirigent en muziekcriticus (overleden 1984)

### december
- 1 - Andrée Bonhomme, Nederlands componiste en pianiste (overleden 1980)
- 1 - Clarence Zener, Amerikaans natuurkundige (overleden 1993)
- 7 - Gerard Kuiper, Nederlands-Amerikaans astronoom (overleden 1973)
- 8 - Cornelis Nagtegaal, Nederlands bestuurder in de toenmalige Nederlandse koloniën (overleden 1994)
- 11 - Koos van de Griend, Nederlands componist (overleden 1950)
- 16 - Daniel Carasso, Spaans zakenman (Danone) (overleden 2009)
- 16 - Piet Hein, Deens wiskundige, uitvinder, schrijver en dichter (overleden 1996)
- 17 - Simo Häyhä, Fins militair (overleden 2002)
- 19 - Irving Kahn, Amerikaans econoom (overleden 2015)
- 24 - Hendrik Wade Bode, Amerikaans wetenschapper (overleden 1982)
- 24 - Ans van Dijk, Joods-Nederlands Jodenverraadster (overleden 1948)
- 24 - Catharina Helena Bolhuis-Schilstra, Nederlands verkennersleider (overleden 1988)
- 24 - Howard Hughes, Amerikaans producent, regisseur, vliegtuigmagnaat en multimiljonair (overleden 1976)
- 30 - Frans Prinsen, Belgisch atleet (overleden ?)
- 31 - Marianus de la Mata, Spaans geestelijke en missionaris (overleden 1983)

## Overleden
januari

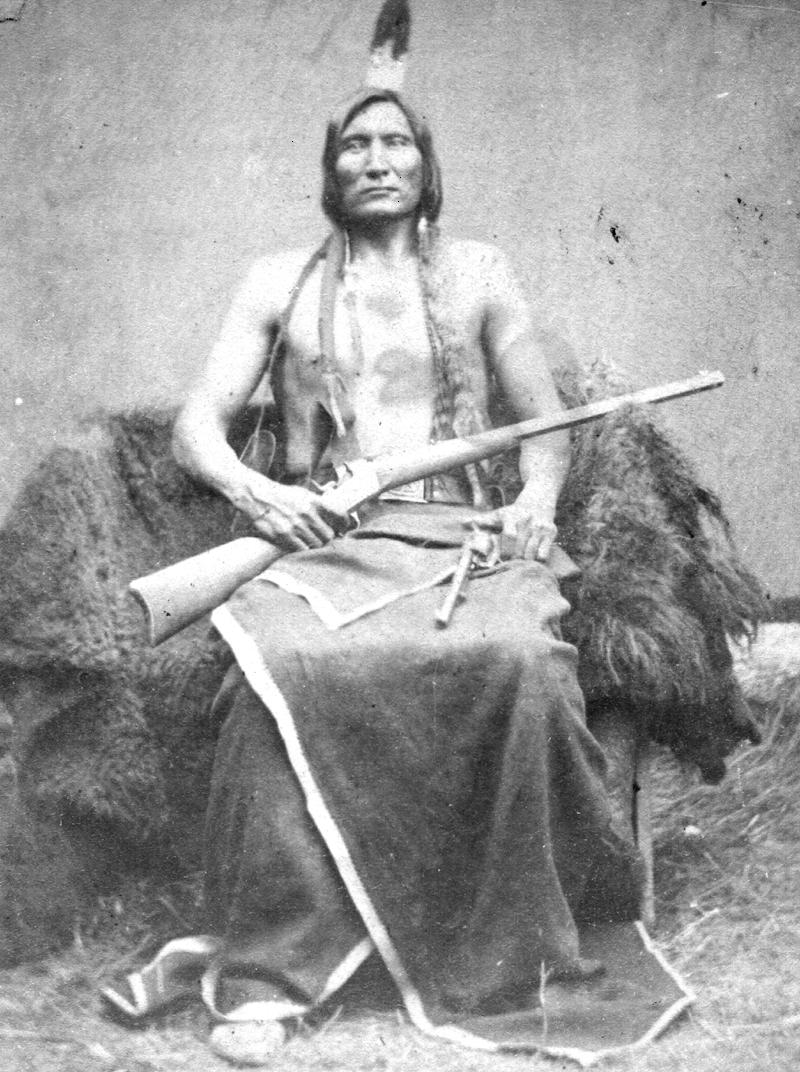
Touch the Clouds
overleden 1 maart

- 1 - Valentinus Paquay (77), Vlaams priester en zalige
- 19 - George Henry Boughton (±71), Engels-Amerikaans kunstschilder

februari
- 15 - Lew Wallace (77), Amerikaans schrijver

maart
- 1 - Touch the Clouds (67), Amerikaans indianenleider en legendarische krijger
- 15 - Marian Emma Chase (60), Brits kunstschilder en aquarellist
- 24 - Jules Verne (77), Frans auteur en pionier in het sciencefictiongenre

april
- 7 - Maria Assunta Pallotta (26), Italiaans lekenzuster
- 23 - Jacob Olie (70), Nederlands fotograaf
- 26 - Henri Knip (86), Nederlands kunstschilder

mei
- 23 - Martinus Wilhelmus van der Aa (75), Nederlands auteur

juni
- 14 - Tippo Tip (68), Afrikaans slavenhandelaar
- 18 - Per Teodor Cleve (65), Zweeds wetenschapper, scheikundige en geoloog

juli
- 11 - Mohammed Abdoe (±56), Egyptisch islamitisch geestelijke

augustus
- 1 - Henrik Sjöberg (30), Zweeds atleet en turner
- 14 - Simeon Solomon (64), Brits kunstschilder

september
- 6 - Siegfried Bing (67), Frans kunsthandelaar

oktober
- 6 - Ferdinand von Richthofen (72), Duits geograaf en geoloog
- 11 - Isabelle Gatti de Gamond (66), Belgisch pedagoge en feministe

november
- 2 - Albert von Kölliker (88), Zwitsers anatoom en fysioloog
- 15 - Max Spohr (54), Duitse uitgever en homorechtenactivist
- 16 - Christiaan Messemaker (84), Nederlands schaker
- 17 - prins Filips van België, graaf van Vlaanderen (68)
- 17 - groothertog Adolf van Luxemburg (88)

december
- 12 - Reimond Stijns (55), Vlaams schrijver

## Weerextremen in België
- 22 mei: uitzonderlijke situatie: eind mei, en het sneeuwt in Bastogne.
- 5 juni: een tornado raast over Meersel (Hoogstraten), alles wegvegend wat op zijn baan ligt, en vervolgt zijn weg in de richting van Nederland.
- 11 juni: de regen is overvloedig aan de kust. De hoeveelheid gevallen neerslag op 24 uur in Middelkerke bedraagt 155 mm.
- juni: in de loop van deze maand heeft het hele land geleden onder talrijke onweders. De balans: 23 doden.
- 9 augustus: in de streek van Bouillon veroorzaakt een tornado in de vooravond een spectaculaire ravage. Enkele minuten daarvoor was dezelfde tornado reeds de streek van Sedan voorbijgetrokken, waarbij drie mensen om het leven kwamen.
- 6 oktober: zeer vroegtijdig winteroffensief: het sneeuwt al in Bastogne, en dit begin oktober.
- 22 oktober: 13 cm sneeuw in Hockai.
- oktober: oktober met laagste gemiddelde maximumtemperatuur: 9,1 °C (normaal 14,3 °C).
- herfst: na 1887 herfst met laagste zonneschijnduur: 211 uur (normaal: 378,2 uur).

Bron: KMI Gegevens Ukkel 1901-2003 met aanvullingen